# タッカンマリ
タッカンマリ（英: dak-hanmari, 朝: 닭한마리）は、大韓民国の鶏の鍋料理。1960年代以降にソウル特別市東大門区周辺で誕生した。鶏ペクスク（白熟）に似ているが、そのレシピは異なる。多くのレストランでこの料理はカルクッス麵と共に出てくるが、カルクッス麵はペクスクには入れない。
タッカンマリの語源は「鶏一羽」である。この料理は鶏肉、濃厚なスープ、カルクッス麵、ジャガイモ、カレトック（英: garae-tteok, 朝: 가래떡）など、数種類の食材を一度に味わうことができる。ペクスクのように澄んだスープで食べることも、コチュジャンベースのタレで味を付けて食べることもできる。 

## ルーツと語源
タッカンマリの起源およびこの名称の語源について、はっきりとした記録があるわけではない。丸鶏を使用した何らかの料理を注文する際、短気な客が単に「鶏一羽」を意味する「タッカンマリ」と言ったのがルーツだと言うレストランオーナーもいる。また、この料理の名称には鶏を丸ごと食べることを強調する意図があると言う者もいる。まずペクスクの変形として丸鶏のスープを食べ、その後すぐにカルクッス麵を食べることから、文字通り鶏を丸ごと提供する。
タッカンマリが産まれたころ、鶏は現在以上に貴重な食材であった。当時の韓国人にとって、鶏を一羽食べるのは特別な機会に限られていた。ところが、ある時期を境に韓国の養鶏産業が大きく成長し、鶏を一羽まるごと提供できる社会的条件が整った。食材を丸ごと食べたり、祭祀に供することは韓国人にとって特別な意味を持つ。このような文化的背景もあり、タッカンマリは普及した。

## タッカンマリ通り
東大門の裏手には、少なくとも5年、長くて30年の歴史を持つタッカンマリの店が集中するタッカンマリ通り（英: chicken stew alley）がある。この通りのあるあたりは、もともと市場の一部だった。朝鮮時代にソウルが首都となると、タッカンマリ通りの周辺は庶民の街として繁栄し、市場が形成された。朝鮮戦争の後はさらに市場が拡大するが、東大門市場・広蔵市場・平和市場などの市場がタッカンマリの人気を支えたとする文献もある。市場は多くの労働者が集まる場所でもあるが、東大門周辺の繊維産業の労働者が「手ごろな値段で食事ができ、焼酎も飲める」とタッカンマリを愛好した。
1970年代から1980年代にかけて、ソウルではホワイトカラー労働者が増えてくる。彼らのアフターファイブのニーズに応えることに成功したため、タッカンマリ通りにはタッカンマリの店が増加し、サラリーマンでにぎわった。その影響でソウルの他の地域にもタッカンマリの店が開店するに至った。